# Fiersbach

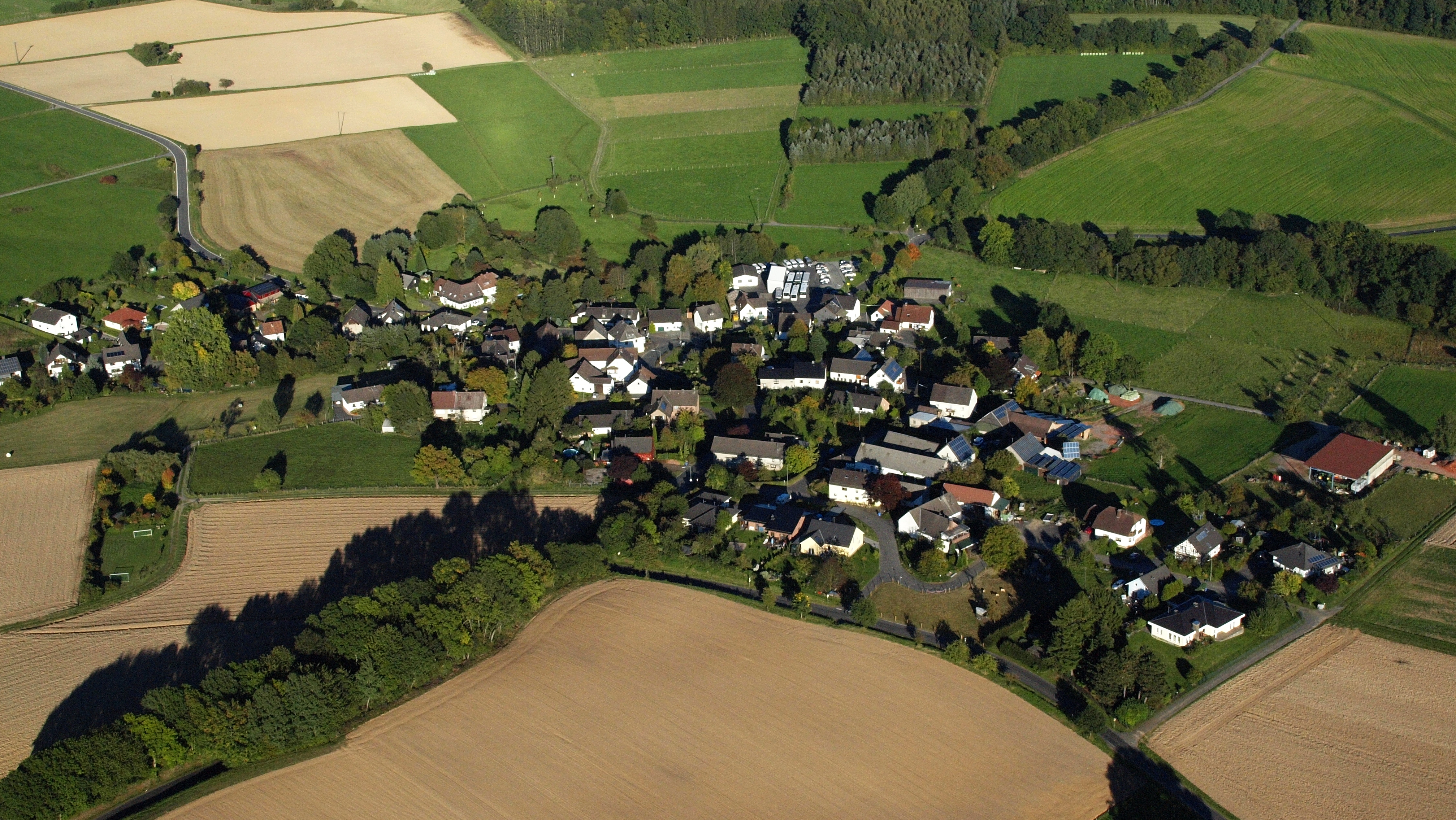
Fiersbach, Luftaufnahme (2015)

Fiersbach ist eine Ortsgemeinde im Landkreis Altenkirchen (Westerwald) in Rheinland-Pfalz. Sie gehört der Verbandsgemeinde Altenkirchen-Flammersfeld an.

## Geographische Lage
Zur Gemeinde Fiersbach im Westerwald gehören die Ortsteile Dickten und Kriegershof. Nördlich wird Fiersbach von der Bundesstraße 8 tangiert, es liegt etwa 3 km von der Landesgrenze zu Nordrhein-Westfalen im Norden entfernt und 6 km nordöstlich von Asbach.
Nachbarorte sind Rettersen im Nordosten, Ersfeld im Osten, Mehren im Südosten und Hirz-Maulsbach im Süden.

## Geschichte
Die Herkunft des Ortsnamens ist nicht eindeutig abzuleiten, eine Besiedlung aus der Zeit vor 1000 wird aber angenommen. Erstmals schriftlich wird Fiersbach 1430 erwähnt, als ein Theilingen von Fiersbach Richter des Kirchspiels Mehren war, und erneut 1470 als ein zum Kirchspiel Mehren gehörendes Dorf. Im Mirakelbuch von Kloster Marienthal wird 1488 von einem Cristgyn von Fiersbach erzählt, einem Unfall und seiner wundersamen Heilung durch das Gnadenbild in Marienthal. 1510 wird Fiersbach zum ersten Mal als Honschaft, als kleine Verwaltungseinheit, erwähnt. In der Abgabenliste von 1578 waren für Fiersbach (Vierspach) 13 Zehntpflichtige, vermutlich im Wesentlichen einzelne Häuser oder Höfe, eingetragen.
Die Ortsteile Kriegershof und Dickten sind wahrscheinlich später als das Dorf Fiersbach aus Einzelhöfen entstanden. Die erste Erwähnung von Dickten ist von 1625 überliefert, als einquartierte Soldaten einem Theis aus Dickten ein Pferd konfiszierten. 1744 werden in Fiersbach 16 Räuche (= Häuser, Höfe, Haushalte) gezählt. Die Bewohner gehörten alle dem reformierten Bekenntnis an.
1790 und in den Folgejahren hatte der Ort unter den französischen Revolutionskriegen, hierbei durchziehenden und quartiernehmenden Truppen so zu leiden, dass der preußische Staat den Ortsbewohnern später ein Darlehen für Wiederaufbau und Unterhalt gewährte. 1801 werden in Fiersbach und Dickten 99 Einwohner gezählt, 45 männlich und 54 weibliche, und Katholiken und Juden sind nach wie vor nicht als Einwohner vertreten. 1931 erhielt Fiersbach eine eigene Poststelle der Klasse II im Bezirk des Postamts Asbach.
Die beiden Weltkriege des 20. Jahrhunderts forderten auch in Fiersbach ihre Opfer unter zur Armee eingezogenen Einwohnern und Zivilbevölkerung. 1945 wurden die Hälfte der Häuser von sich vorkämpfenden amerikanischen Truppen in Brand geschossen.
Bevölkerungsentwicklung
Die Entwicklung der Einwohnerzahl von Fiersbach, die Werte von 1871 bis 1987 beruhen auf Volkszählungen:
| Jahr | Einwohner |
| 1815 | 118       |
| 1835 | 153       |
| 1871 | 176       |
| 1905 | 145       |
| 1939 | 135       |
| 1950 | 150       |

| Jahr | Einwohner |
| 1961 | 136       |
| 1970 | 147       |
| 1987 | 159       |
| 1997 | 175       |
| 2005 | 274       |
| 2023 | 275       |

## Politik

### Gemeinderat
Der Gemeinderat in Fiersbach besteht aus sechs Ratsmitgliedern, die bei der Kommunalwahl am 9. Juni 2024 in einer Mehrheitswahl gewählt wurden, und dem ehrenamtlichen Ortsbürgermeister als Vorsitzendem.

### Bürgermeister
Carsten Pauly wurde am 1. Juli 2019 Ortsbürgermeister von Fiersbach. Bei der Direktwahl am 26. Mai 2019 war er mit einem Stimmenanteil von 91,14 % für fünf Jahre gewählt worden. Pauly ist Nachfolger von Siegfried Krämer, der das Amt 15 Jahre ausübte. Bei der Direktwahl am 9. Juni 2024 wurde Pauly als einziger Bewerber mit 89,3 % für weitere fünf Jahre wiedergewählt.

## Wirtschaft und Infrastruktur
Neben einigen kleineren Gewerbe- und Handelsbetrieben bewirtschaften sechs Landwirtschaftsbetriebe, darunter zwei im Vollerwerb, etwa 83 Hektar Fläche (Stand 2005)